# Gagea bezengiensis
Gagea bezengiensis är en liljeväxtart som beskrevs av Igor Germanovich Levichev. Gagea bezengiensis ingår i Vårlökssläktet och i familjen liljeväxter. Inga underarter finns listade.